# Croazia ai XXIV Giochi olimpici invernali
La Croazia ha partecipato ai XXIV Giochi olimpici invernali, che si sono svolti dal 4 al 20 febbraio 2022 a Pechino in Cina, con una delegazione composta da 11 atleti.

## Delegazione
| Sport        | Uomini | Donne | Totale |
| ------------ | ------ | ----- | ------ |
| Sci alpino   | 3      | 3     | 6      |
| Sci di fondo | 1      | 2     | 3      |
| Short track  | 0      | 1     | 1      |
| Snowboard    | 0      | 1     | 1      |
| Totale       | 4      | 7     | 11     |

## Risultati

### Sci alpino

#### Uomini
| Atleta        | Evento          | Tempo     | Tempo     | Tempo   | Posizione |
| Atleta        | Evento          | 1ª manche | 2ª manche | Totale  | Posizione |
| ------------- | --------------- | --------- | --------- | ------- | --------- |
| Samuel Kolega | Slalom speciale | 55"54     | 50"42     | 1'45"96 | 15º       |
| Matej Vidović | Slalom speciale | 56"57     | 50"79     | 1'47"36 | 20º       |
| Filip Zubčić  | Slalom speciale | 55"79     | 50"89     | 1'46"68 | 18º       |
| Samuel Kolega | Slalom gigante  | 1'06"53   | 1'10"75   | 2'17"28 | 21º       |
| Filip Zubčić  | Slalom gigante  | 1'04"69   | 1'07"40   | 2'12"09 | 10º       |

#### Donne
| Evento        | Atleta          | Tempo     | Tempo     | Tempo   | Posizione |
| Evento        | Atleta          | 1ª manche | 2ª manche | Totale  | Posizione |
| ------------- | --------------- | --------- | --------- | ------- | --------- |
| Andrea Komšić | Slalom speciale | DNF       | DNF       | DNF     | DNF       |
| Zrinka Ljutić | Slalom speciale | 55"03     | 53"88     | 1'48"91 | 25ª       |
| Leona Popović | Slalom speciale | 55"31     | 53"11     | 1'48"42 | 23ª       |
| Andrea Komšić | Slalom gigante  | DNS       | DNS       | DNS     | DNS       |
| Zrinka Ljutić | Slalom gigante  | 1'02"50   | 1'01"27   | 2'03"77 | 28ª       |

### Sci di fondo

#### Uomini
| Atleta        | Evento                 | Qualificazioni | Qualificazioni | Quarti di finale | Quarti di finale | Semifinali      | Semifinali      | Finale          | Finale          |
| Atleta        | Evento                 | Tempo          | Pos.           | Tempo            | Pos.             | Tempo           | Pos.            | Tempo           | Pos.            |
| ------------- | ---------------------- | -------------- | -------------- | ---------------- | ---------------- | --------------- | --------------- | --------------- | --------------- |
| Marko Skender | Sprint                 | 3'06"86        | 69º            | Non qualificato  | Non qualificato  | Non qualificato | Non qualificato | Non qualificato | Non qualificato |
| Marko Skender | Evento                 | Tempo          | Tempo          | Tempo            | Distacco         | Distacco        | Distacco        | Posizione       | Posizione       |
| Marko Skender | 15 km tecnica classica | 48'30"8        | 48'30"8        | 48'30"8          | +10'36"0         | +10'36"0        | +10'36"0        | 85º             | 85º             |
| Marko Skender | 50 km tecnica libera   |                |                |                  |                  |                 |                 |                 |                 |

#### Donne
| Atleta                    | Evento                 | Qualificazioni | Qualificazioni | Quarti di finale | Quarti di finale | Semifinali      | Semifinali      | Finale          | Finale          |
| Atleta                    | Evento                 | Tempo          | Pos.           | Tempo            | Pos.             | Tempo           | Pos.            | Tempo           | Pos.            |
| ------------------------- | ---------------------- | -------------- | -------------- | ---------------- | ---------------- | --------------- | --------------- | --------------- | --------------- |
| Tena Hadžić               | Sprint                 | 3'45"60        | 71ª            | Non qualificata  | Non qualificata  | Non qualificata | Non qualificata | Non qualificata | Non qualificata |
| Vedrana Malec             | Sprint                 | 3'33"12        | 53ª            | Non qualificata  | Non qualificata  | Non qualificata | Non qualificata | Non qualificata | Non qualificata |
| Tena Hadžić Vedrana Malec | Sprint a squadre       | N.D.           | N.D.           | N.D.             | N.D.             | 26'29"23        | 10ª             | Non qualificata | 20ª             |
| Atleta                    | Evento                 | Tempo          | Tempo          | Tempo            | Distacco         | Distacco        | Distacco        | Posizione       | Posizione       |
| Tena Hadžić               | 10 km tecnica classica | 36'27"5        | 36'27"5        | 36'27"5          | +8'21"2          | +8'21"2         | +8'21"2         | 83ª             | 83ª             |
| Vedrana Malec             | 10 km tecnica classica | 34'31"6        | 34'31"6        | 34'31"6          | +6'25"3          | +6'25"3         | +6'25"3         | 73ª             | 73ª             |
| Vedrana Malec             | 30 km tecnica libera   |                |                |                  |                  |                 |                 |                 |                 |

### Short track
| Atleta          | Evento           | Batteria | Batteria | Quarto di finale | Quarto di finale | Semifinale      | Semifinale      | Finale          | Finale          |
| Atleta          | Evento           | Tempo    | Pos.     | Tempo            | Pos.             | Tempo           | Pos.            | Tempo           | Pos.            |
| --------------- | ---------------- | -------- | -------- | ---------------- | ---------------- | --------------- | --------------- | --------------- | --------------- |
| Valentina Aščić | 500 m femminile  | 44"681   | 3ª       | Non qualificata  | Non qualificata  | Non qualificata | Non qualificata | Non qualificata | Non qualificata |
| Valentina Aščić | 1500 m femminile | 2'21"456 | 5ª       | Non qualificata  | Non qualificata  | Non qualificata | Non qualificata | Non qualificata | Non qualificata |

### Snowboard
| Atleta      | Evento               | Qualificazioni | Qualificazioni | Qualificazioni | Qualificazioni | Qualificazioni | Finale          | Finale          | Finale          | Finale          | Finale          |
| Atleta      | Evento               | Prova 1        | Prova 2        | Prova 3        | Migliore       | Posizione      | Prova 1         | Prova 2         | Prova 3         | Migliore        | Posizione       |
| ----------- | -------------------- | -------------- | -------------- | -------------- | -------------- | -------------- | --------------- | --------------- | --------------- | --------------- | --------------- |
| Lea Jugovac | Big air femminile    | 9.25           | 15.00          | 10.00          | 24.25          | 28ª            | Non qualificata | Non qualificata | Non qualificata | Non qualificata | Non qualificata |
| Lea Jugovac | Slopestyle femminile | DNS            | DNS            | N.D.           | DNS            | DNS            | Non qualificata | Non qualificata | Non qualificata | Non qualificata | Non qualificata |